# Trypocopris vernalis
Trypocopris vernalis es una especie de escarabajo pelotero de la familia Geotrupidae, conocido vulgarmente en varios idiomas europeos con nombres que significan "escarabajo de la primavera". Se encuentra seriamente amenazado y su población ha disminuido en las últimas décadas, siendo ya muy raro en países como Noruega; por ello se encuentra en la Lista Roja de la UICN de ese país.

## Subespecies
| - Trypocopris vernalis apenninicus (Mariani, 1958) = Geotrupes apenninicus Mariani, 1958 - Trypocopris vernalis caspius (Motschulsky, 1845) = Geotrupes caspius Motschulsky, 1845 = Geotrupes vernalis caucasicus Weise, 1879 = Geotrupes vernalis laticollis Motschulsky, 1845 - Trypocopris vernalis fausti (Reitter, 1890) = Geotrupes fausti Reitter, 1890 - Trypocopris vernalis insularis Schneider, 1878 - Trypocopris vernalis manifestus Reitter, 1893 - Trypocopris vernalis obscurus (Mulsant, 1842) = Geotrupes obscurus Mulsant, 1842 = Geotrupes vernalis fauveli Bedel, 1911 - Trypocopris vernalis rambouseki (Tesar, 1935) = Geotrupes rambouseki Tesar, 1935 | - Trypocopris vernalis vernalis (Linnaeus, 1758) = Scarabaeus vernalis Linnaeus, 1758 = Geotrupes vernalis autumnalis Erichson, 1847 = Geotrupes vernalis balcanicus Reitter, 1892 = Geotrupes vernalis bistrensis Mikšič, 1954 = Trypocopris vernalis caucasicus Schneider, 1878 = Geotrupes vernalis cyanicollis Depoli, 1938 = Geotrupes vernalis insularis Schneider, 1898 = Scarabaeus vernalis laevis Haworth, 1807 = Geotrupes vernalis manifestus Reitter, 1892 = Geotrupes vernalis politus Mulsant, 1842 = Trypocopris vernalis punctatissimus Leoni, 1911 = Geotrupes vernalis splendens Mulsant, 1842 = Geotrupes vernalis sulzeri Gistel, 1857 = Geotrupes vernalis thoracalis Depoli, 1938 = Geotrupes vernalis timotheus Gistel, 1857 = Geotrupes vernalis varians Mulsant, 1842 = Geotrupes vernalis violaceus Mulsant, 1842 = Geotrupes vernalis viridissimus Mikšič, 1958 |  |

## Apariencia

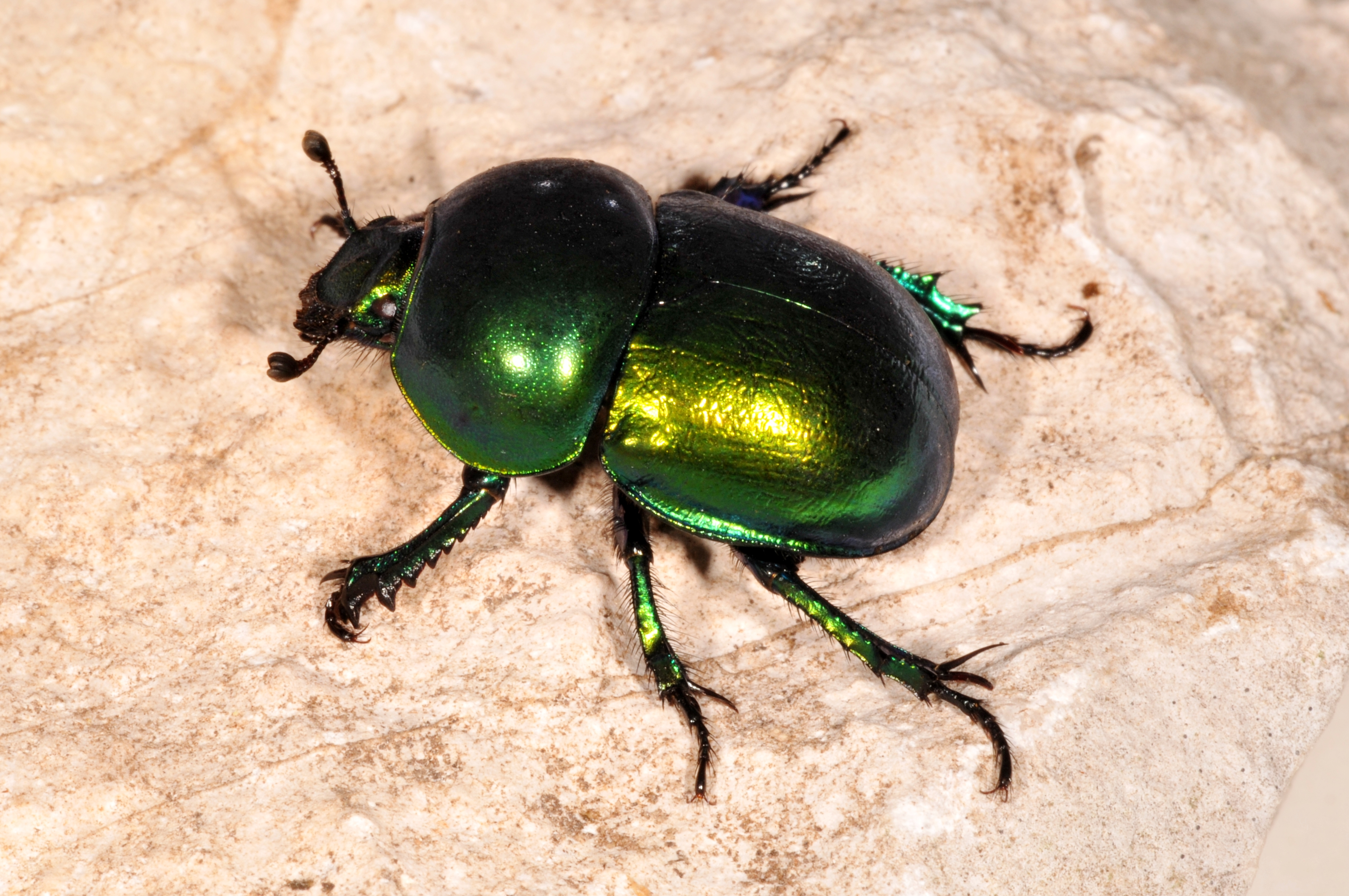
Ejemplar de Trypocopris vernalis tomado en Brseč, península de Istria, Croacia.

Esta especie es similar al escarabajo del estiércol común (Geotrupes spiniger), pero se diferencia por tener élitros suaves y estrías en un número mucho menor y menos profundas en el abdomen. El tórax es liso en ambas especies. Tiene también el cuerpo un poco más redondo y el escarabajo de la primavera es más pequeño, ya que mide entre 12 y 20 mm de largo, frente a los 25 mm del escarabajo de estiércol común.
Su exoesqueleto es brillante, principalmente de color azul metálico, pero también puede ser negro, violeta o verde. La subespecie Trypocopris vernalis insularis es de color púrpura. El pronoto es tan ancho como los élitros. Está cubierto con densos puntos grandes y pequeños, interrumpidos en la mitad del tórax. Las patas son robustas y velludas, ya que las utiliza para enterrar el estiércol. Mientras que las antenas son cortas pero muy fuertes, a veces de color naranja.

## Hábitos
Luego del apareamiento, la pareja comienza a excavar un túnel de 20 cm de ancho por 25 cm de profundo, que luego irán ampliando y llenaran de excrementos, principalmente de ganado equino, vacuno u ovino. Luego continúan cavando en vertical, hasta una profundidad de 50 cm, para terminar construyendo una cámara, en la cual colocarán los huevos. Finalmente terminan de llenar el túnel de heces y lo cubren con arena, éste será el alimento de las larvas al eclosionar. Las cuales se desarrollan completamente a lo largo de 10 meses y pasa la fase de pupa en el suelo. Las larvas nacen durante el invierno boreal, la pupa ocurre en la primavera y el adulto vive entre los meses de mayo a octubre. Los imagos son de hábitos diurnos, mientras que el adulto es principalmente nocturno. 

## Distribución geográfica
Habita en el noreste de la península ibérica, la Rusia europea, Bielorrusia, Europa Central, del Norte y el Cáucaso; principalmente en el bosque templado de frondosas. También en Asia occidental, principalmente Irán. La subespecie Trypocopris vernalis apenninicus habita en los montes Apeninos, Trypocopris vernalis caspius en el Cáucaso, Trypocopris vernalis fausti en Asia occidental, Trypocopris vernalis insularis en las costas del Mar del Norte y las islas adyacentes, Trypocopris vernalis manifestus en el oeste de Europa y Trypocopris vernalis rambouseki en el sudeste.
También encontrado en Nayarit, México